# 大阪府道216号和田福泉線
大阪府道216号和田福泉線（おおさかふどう216ごう わだふくいずみせん）は、大阪府和泉市から堺市西区に至る一般府道である。

## 概要
和泉市和田町から堺市西区草部に至る。

### 路線データ
- 起点：大阪府和泉市和田町（和田町交差点、国道480号交点）
- 終点：大阪府堺市西区草部（草部交差点、大阪府道36号泉大津美原線交点）

## 路線状況

### 通称
- 父鬼街道

### 重複区間
- 大阪府道38号富田林泉大津線（和泉市伏屋町5丁目・伏屋町交差点 - 和泉市伏屋町3丁目・伏屋町中交差点）

### 道路施設

#### 橋梁
バイパス
- 檜尾東橋（E26 阪和自動車道、堺市南区）

## 地理

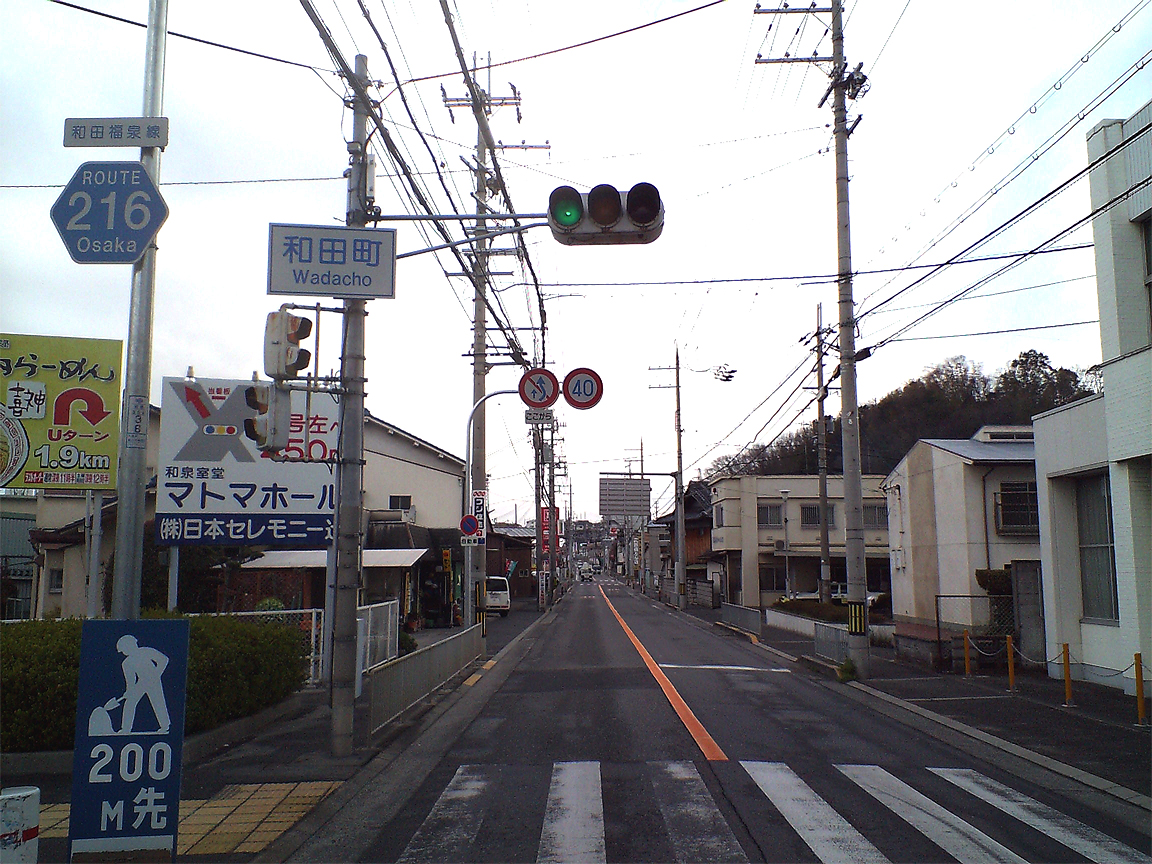
大阪府道216号和田福泉線
大阪府和泉市

### 通過する自治体
- 大阪府
  - 和泉市 - 堺市（南区 - 西区）

### 交差する道路
| 交差する道路                                              | 市町村名 | 市町村名 | 交差する場所 | 交差する場所 |
| --------------------------------------------------------- | -------- | -------- | ------------ | --- |
| 国道480号                                                 | 和泉市   | 和泉市   | 和田町       | 和田町交差点 / 起点                                                                                              |
| 大阪府道38号富田林泉大津線 / バイパス                     | 和泉市   | 和泉市   | 池田下町     | [ 注釈 1 ] |
| 大阪府道38号富田林泉大津線 重複区間起点                   | 和泉市   | 和泉市   | 伏屋町5丁目  | 伏屋町交差点 |
| 大阪府道38号富田林泉大津線 重複区間終点                   | 和泉市   | 和泉市   | 伏屋町3丁目  | 伏屋町中交差点                                                                                                   |
| 大阪府道36号泉大津美原線 / バイパス                       | 堺市     | 西区     | 山田1丁      | 鶴田池交差点 |
| 大阪府道36号泉大津美原線 大阪府道210号平尾鳳停車場線 重複 | 堺市     | 西区     | 草部         | 草部交差点 / 終点                                                                                                |
| バイパス                                                  |          |          |              | |
| 大阪府道208号堺泉北環状線                                 | 堺市     | 南区     | 赤坂台5丁    | 赤坂台北交差点 / バイパス起点【北緯34度29分35.9秒 東経135度28分13.1秒 / 北緯34.493306度 東経135.470306度】       |
| E90 堺泉北道路 大阪府道36号泉大津美原線 / バイパス        | 堺市     | 西区     | 山田1丁      | 西浦橋交差点 / バイパス終点【北緯34度30分39.6秒 東経135度28分4.4秒 / 北緯34.511000度 東経135.467889度】 3 菱木IC |

### 交差する鉄道
- 南海泉北線

### 沿線
- 光明池自動車教習所
- 光明池
- 関西電力南大阪変電所
- 南海電気鉄道 光明池車庫
- 大阪広域水道企業団 南部水道事業所
- 光明池運転免許試験場
- 国土交通省大阪運輸支局 和泉自動車検査登録事務所
- 軽自動車検査協会大阪主管事務所 和泉支所
- 泉北ニュータウン
- 陸上自衛隊中部方面隊第3師団信太山駐屯地・演習場
- 堺市立福泉中学校